# Ocydromus dudichi dudichi
Ocydromus dudichi dudichi é uma subespécie de insetos coleópteros pertencente à família Carabidae.
A autoridade científica da subespécie é Csiki, tendo sido descrita no ano de 1928.
Trata-se de uma subespécie presente no território português.